# Uroplatus lineatus
Uroplatus lineatus är en ödleart som beskrevs av  Duméril och BIBRON 1836. Uroplatus lineatus ingår i släktet Uroplatus och familjen geckoödlor. Inga underarter finns listade i Catalogue of Life.
Denna geckoödla lever i en större region på nordöstra Madagaskar. Den hittas i låglandet och i kulliga regioner upp till 600 meter över havet. Exemplaren klättrar på träd med huvudet nedåt. De vistas i fuktiga skogar. Ibland besöks palmer av släktena Ravenala och Pandanus.
Begränsade populationer hotas av skogsröjningar, bland annat genom svedjebruk. Hela populationen minskar lite men den är fortfarande stor. IUCN kategoriserar arten globalt som livskraftig.

## Bildgalleri

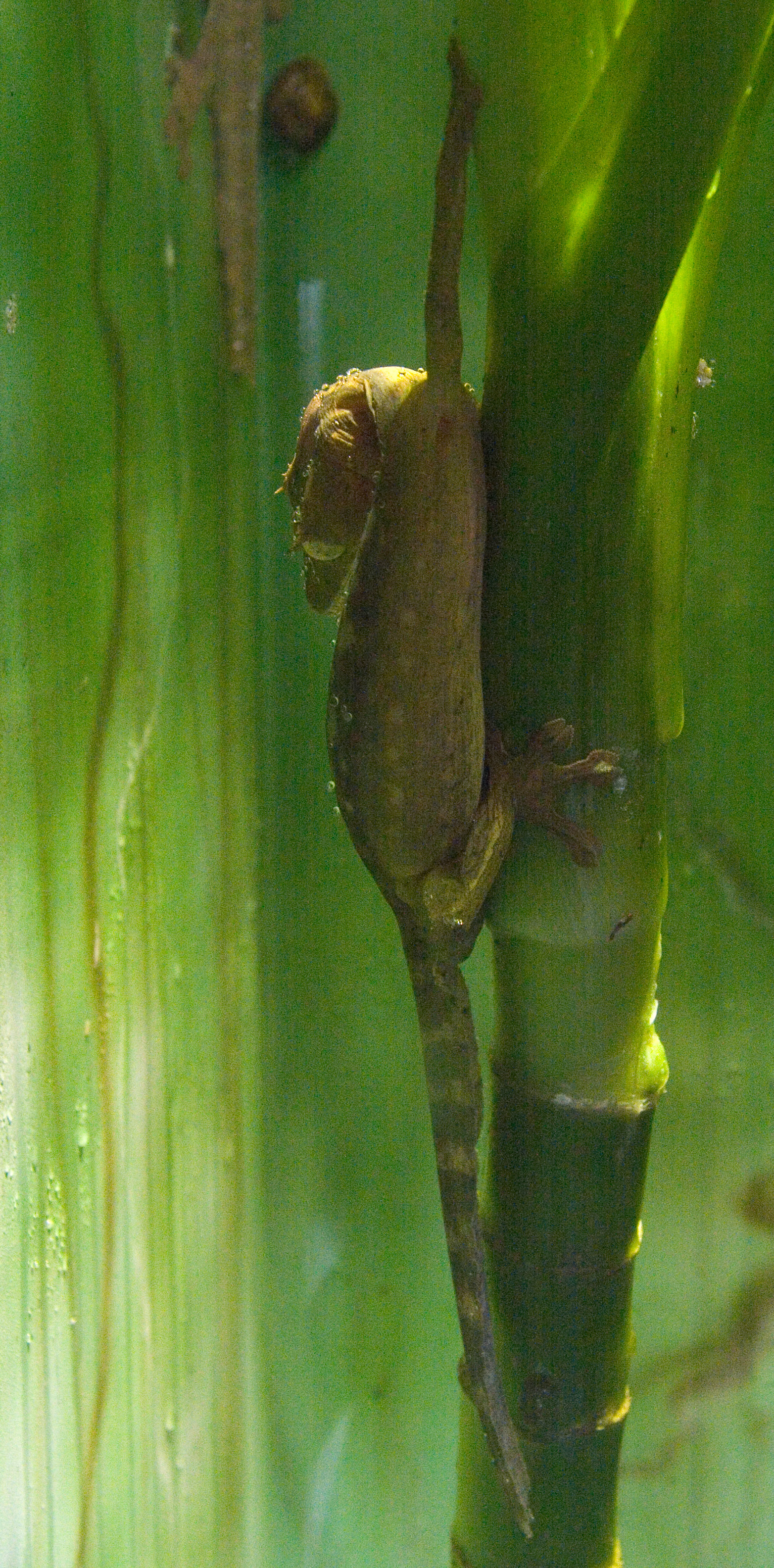